# Escudo de Malaui
El escudo de armas de Malaui fue aprobado con la independencia del país el 6 de julio de 1964. Este escudo es un campo terciado en faja: en el primer cuartel cuatro ondas, dos de azur y dos de plata; en el segundo, de gules, un león pasante de oro armado del mismo metal y en el tercero, de sable, un sol de oro situado en la punta.
Sostienen el escudo dos figuras (soportes en terminología heráldica) con forma de león y guepardo en sus colores naturales. Timbra un yelmo con burelete y lambrequín de oro y gules surmontados por una cimera con forma de ondas de azur y plata, un águila pescadora y el sol representado de oro y colocado detrás del águila.
En la parte inferior, delante de unas rocas que simbolizan los montes Mlanje, está escrito sobre una cinta el lema nacional: Unity and Freedom (Unidad y Libertad)
Las dos figuras que representan al sol simbolizan el nacimiento de la libertad para África. El águila pescadora y las ondas que aparecen en la cimera y el primer cuartel representan al Lago Malaui.
Toma algunos elementos de los escudos de armas del protectorado británico de Nyasalandia (1907-1953) y de la Federación de Rodesia y Nyasalandia (1953-1963).

## Escudos históricos

Escudo de armas del Protectorado Británico de África Central
Escudo de Armas de Nyasalandia (1914-1925)
Escudo de armas de Nyasalandia (1925–1964)
Escudo de la Federación de Rodesia y Nyasalandia